# Calycophysum weberbaueri
Calycophysum weberbaueri är en gurkväxtart som beskrevs av Hermann August Theodor Harms. Calycophysum weberbaueri ingår i släktet Calycophysum och familjen gurkväxter. Inga underarter finns listade i Catalogue of Life.